# Разъезд 20
Разъезд 20 (каз. рзд.20) — упразднённый разъезд в Чиилийском районе Кызылординской области Казахстана. Входил в состав Алмалинского сельского округа. Код КАТО — 435235500. Исключен из учётных данных в 2024 году.

## Население
В 1999 году население разъезда составляло 41 человек (18 мужчин и 23 женщины). По данным переписи 2009 года, в разъезде проживало 40 человек (18 мужчин и 22 женщины).